# Наосима (посёлок)
Наосима (яп. 直島町 Наосима-тё:) — посёлок в Японии, находящийся в уезде Кагава префектуры Кагава. Площадь посёлка составляет 14,23 км², население — 3196 человек (1 августа 2014), плотность населения — 224,60 чел./км².

## Географическое положение
Посёлок расположен на острове Наосима в префектуре Кагава региона Сикоку. С ним граничат города Тамано, Такамацу и посёлок Тоносё.

## Население
Население посёлка составляет 3196 человек (1 августа 2014), а плотность — 224,60 чел./км². Изменение численности населения с 1980 по 2005 годы:
| 1980 | 5302 чел. |  |
| 1985 | 5034 чел. |  |
| 1990 | 4671 чел. |  |
| 1995 | 4162 чел. |  |
| 2000 | 3705 чел. |  |
| 2005 | 3538 чел. |  |

## Символика
Деревом посёлка считается Pinus thunbergii, цветком — Rhododendron kaempferi.

## Культура
С 2010 года Наосима является одной из четырнадцати локаций (двенадцать островов и два приморских города), где проводится международный фестиваль современного искусства Триеннале Сетоути.